# Aethalochroa ashmoliana
Aethalochroa ashmoliana är en bönsyrseart som först beskrevs av John Obadiah Westwood 1841.  Aethalochroa ashmoliana ingår i släktet Aethalochroa och familjen Toxoderidae. Inga underarter finns listade i Catalogue of Life.